# 褚庫
褚庫（1614年—1675年），又楚庫，薩爾圖氏，滿洲正红旗人（屬正紅旗蒙古姓氏滿洲旗人），清朝初期軍事將領，授世襲一等輕車都尉。世居札魯特部。祖父栢德遷居葉赫，歸順後金。

## 生平
首任正紅旗滿洲第四參領第三世管佐領（國初編立）。天聰四年（1630年），後金大軍圍攻大凌河，褚庫當時只有十七歲而從軍。明軍中蒙古將領徹濟格突陣，褚庫迎擊，生擒徹濟格而歸。再從軍攻伐明，攻打萬全左衛，褚庫先登，頸部受創，猶力戰而破城。論功行賞，授世職備禦，賜號「巴圖魯」，授騎都尉。再授職牛彔額真，兼任甲喇額真。崇德三年（1638年），授吏部理事官。
順治元年（1644年），清兵入關，褚庫跟從英親王阿濟格征討李自成，攻略湖廣，李自成將領吳伯益以三千人拒戰，褚庫擊敗敵軍。順治三年（1646年），褚庫跟從肅親王豪格征討張獻忠，侵略陝西，與工部尚書星訥攻擊張獻忠將領高汝礪等，遂攻下四川，屢敗張獻忠之軍隊。順治六年（1649年），跟從討姜瓖，圍攻大同府，打敗姜瓖將領楊振威。班師回朝，因值宿失印鑰之罪，解理事官之職。順治九年（1652年），跟從固山額真噶達渾征討鄂爾多斯部，與其部長多爾濟大戰於賀蘭山，俘獲甚眾。世職累進為二等阿達哈哈番。
順治十三年（1656年），鄭成功來攻福州府，當時鄭親王世子濟度率領大軍至漳州府，派遣梅勒額真阿克善與褚庫分別領軍赴援。鄭成功以戰艦二百艘自烏龍江來犯，褚庫督兵迎戰，逐敵軍至大江口，得舟十二艘。鄭成功又以千餘人屯兵於江岸，褚庫督兵奮擊，斬首級二百餘。康熙二年（1663年），擢正紅旗蒙古副都統，進世職一等。康熙七年（1668年），以年老為由乞求退休。康熙十四年（1675年），褚庫逝世，賜祭葬如典禮，諡襄壯，立碑墓道。雍正八年（1730年），詔副都統褚庫配享賢良祠。《欽定八旗通志：大臣傳三十》卷164有傳。
家族世襲正紅旗滿洲第四參領第三（國初編立）、第四（康熙八年（1669年）設立）世管佐領（載《欽定八旗通志》）。

## 家族
- 祖父栢德。“栢德，正紅旗人，世居札魯特地方，後遷居葉赫地方，國初來歸，編佐領，令其孫阿爾泰統之。……元孫噶哈，原任副都統兼佐領。……五世孫魁保，現任參領兼佐領”（載《八旗滿洲氏族通譜》卷67）。又“褚庫巴圖魯，正紅旗人栢德之孫也，……敘功授為一等輕車都尉，歷任副都統兼佐領，……世宗憲皇帝……特命入賢良祠。……其子海存襲職任佐領”（載《八旗滿洲氏族通譜》卷67）。
- 叔父訥黒圖。其孫愛圖，原任頭等護衛。
- 胞兄班岱。其子濟拉理（又集喇立），原任前鋒參領兼佐領，首任正紅旗滿洲第四參領第四世管佐領（康熙八年設立，載《欽定八旗通志》）。孫慶藹，原任內閣侍讀學士。曾孫碩翁愛，任頭等護衛。
- 胞兄褚爾幹。其子伊特庫，原任郎中。
- 同輩（栢德之孫輩）：
  - 謨和理，原任防禦。“謨和理，正紅旗人，栢德之孫也，原任防禦。其長子色勒布，由前鋒侍衛圍錦州，……授為騎都尉。……又謨和理之曾孫保善現係進士，巴圖現任協領”（載《八旗滿洲氏族通譜》卷67）。其子色勒布，侍衛，授騎都尉。曾孫保善，進士。
  - 阿爾泰，首任佐領。
- 子伊蘭布（又義蘭布），襲一等阿達哈哈番（輕車都尉），襲佐領。孫蓀塔（又孫塔），襲騎都尉，御史兼佐領；西特庫，襲佐領。
- 子海存，襲一等阿達哈哈番，襲佐領。